# Тейлор, Филип Даглас
Филип Даглас «Фил» Тейлор (англ. Philip Douglas (Phil) Taylor, род. 13 августа 1960 года в Сток-он-Тренте) — профессиональный дартсмен, выступавший в турнирах под эгидой BDO и PDC. Прозвище — The Power (Сила). Считается сильнейшим игроком в дартс в истории. В 2015 вошёл в список 10 величайших спортсменов Британии за предыдущие 35 лет по версии BBC.
Профессиональную карьеру начал в конце 1980-х годов. Первый крупный титул выиграл в 1990 году. 
16-кратный чемпион мира (14 раз по версии PDC и 2 раза — по версии BDO). Победитель 216-ти профессиональных турниров, в том числе, 85 крупных.
Тейлор выиграл восемь подряд чемпионатов мира с 1995 по 2002 год, дошел до 14 подряд финалов с 1994 по 2007 год и до 21 финала в целом, что является рекордами. Он удерживал первую строчку в рейтинге Order of Merit в общей сложности тринадцать лет (включая пять лет подряд с июня 2008 по январь 2014 года). Победитель 70 турниров Про-тура PDC, что являлось рекордом, пока Майкл ван Гервен не обошёл его в феврале 2019 года. Тейлор сыграл рекордные 11 телевизионных легов за девять дротиков (и 22 в целом). Он также стал первым человеком, который сыграл два лега за девять в одном матче.
Тейлор выступал в соревнованиях по эгидой Британской организацией дартса (BDO) до 1993 года. На фоне растущего разочарования в BDO он был среди 16 лучших игроков, которые отделились, чтобы основать свою собственную организацию, Всемирный совет дартса (WDC), ныне известную как Профессиональная корпорация дартса (PDC). Он выигрывал награду Игрок года PDC шесть раз (2006, 2008, 2009, 2010, 2011 и 2012) и дважды был номинирован на премию Спортсмен года BBC (2006 и 2010); во втором случае он занял второе место (уступив Тони Маккою), что сделало его первым игроком в дартс, финишировавшим так высоко. В 2011 году Тейлор был включен в Зал славы PDC.
После поражения в финале чемпионата мира 2018 от Роба Кросса (проводившего первый сезон на профессиональном уровне) завершил карьеру. В 2022 году принял участие в первом чемпионате WSDT (seniors league/лига ветеранов), но проиграл в четвертьфинале Кевину Пэйнтеру.

## Биография
Родился в семье Айлин и Роберта Тейлора в Берслем, Сток-он-Трент. В 16 лет Фил бросил школу и устроился на работу в JF Sales и C ° в Берслеме. За 52 фунта в неделю он изготавливал керамические ручки для туалета.
Параллельно с работой Тейлор начал играть в дартс в пабах Сток-он-Трента. Там он встретился с Эриком Бристоу, одним из самых известных игроков 1980-х годов. Бристоу решил поддержать талантливого дартсмена большой суммой денег — 10 000 фунтов, при этом Фил должен был её вернуть. На эти деньги Тейлор мог больше тренироваться и участвовать в турнирах.
В 1990 году он впервые получил право играть в чемпионате мира и сходу выиграл турнир, победив на пути к финалу Рассела Стюарта, Дэнниса Хиклинга, Ронни Шарпа и Клиффа Лазаренко. В финале он встретился со своим наставником Бристоу и победил его со счётом 6:1. Однако в следующем году Тэйлор не сумел защитить титул, проиграв в четвертьфинале Деннису Пристли, который выиграл свой первый титул чемпиона мира. Впоследствии противостояние Тэйлора и Пристли стало одним из самым принципиальных в мировом дартсе.

## Раскол в дартсе
Тейлор проиграл во втором круге чемпионат мира 1993 года Кевину Спиолеку в год, когда дартс потряс сокрушительный раскол. Спорт потерял много спонсоров, и почти все телетрансляции, и Тейлор стал одним из 16 лучших игроков, которые создали новую организацию и запустили свои турниры — Всемирный Совет Дартс, позднее переименованный в Профессиональную Дартс Корпорацию (PDC). Тэйлор уступил Пристли в первом Чемпионате мира PDC в 1994 году, но продолжал доминировать на турнире в течение следующего десятилетия и в начале нового века.

## Награды

### Чемпионаты мира
После проигрыша в первом финале чемпионата мира PDC в 1994 году, Тейлор был непобеждённым в течение следующих восьми лет. В финале 2001 года против Джона Пата Тейлор имел средний набор в 107 очков, и это был один из лучших результатов в истории. Пат взял реванш в финале в 2003 году, победив со счётом 7-6.
Финал 2007 года между Тейлором и Раймондом ван Барневельдом рассматривается как один из лучших матчей в истории. Игра продлилась все 13 сетов, а последний сет дошёл до решающего лега, в котором победу одержал ван Барневельд. В 2008 году Тейлор потерпел неожиданное поражение в четвертьфинале от Уэйна Мардла — это был первый чемпионат мира PDC, в котором Тейлора не было в финале. В следующем году Тейлор снова добрался до финала и завоевал свой четырнадцатый титул чемпиона мира, победив своего старого противника, ван Барневельда — 7-1. В 2010 году выиграл 15-й титул обыграв в финале Саймона Уитлока. В финальном матче 2013 года против Майкла ван Гервена, победившего в четвертьфинале чемпиона 2011 и 2012 годов Адриана Льюиса, Тейлор уступал 2-4 по сетам, но сделал впечатляющий рывок, выиграв последующие 5 сетов и завоевав 16-й титул чемпиона мира.

### Другие турниры
Помимо 16 чемпионатов мира, он выиграл 12 турниров World Matchplay, десять World Grand Prix, пять Las-Vegas Desert Classic, четыре открытых чемпионата Великобритании, пять Премьер-лиг по дартсу (оставался непобеждённым в течение 44 матчей в первых 3 турнирах), два титула Лиги чемпионов Дартса и четыре Больших шлема дартса. Он выиграл титул BDO в 2006 году на турнире Bullit World Darts Trophy,De Vechtsebanen in Utrecht%2C Netherlands. World Darts Trophy, когда голландские организаторы пригласили PDC игроков в первый раз. На нетелевизионных турнирах Тейлор выиграл 49 чемпионатов PDC Pro Tour (по состоянию на 14 марта 2010 года).
Тейлор также имеет самый высокий набор за игру, набирая тремя дротиками в среднем за матч больше, чем кто-либо другой в истории игры. Тейлор стал первым игроком в истории дартса, который выиграл больше чем £ 1 миллион призовых за карьеру.

## Рекорды
Фил Тейлор установил множество рекордов в дартс:
- Наибольшее количество титулов чемпиона мира — 16
- Наибольшее число выигранных титулов чемпиона мира подряд (1995—2002) — 8
- Наибольшее число участий в финалах ЧМ — 19
- Наибольшее число финалов ЧМ подряд — 14 (1994—2007 годы)
- Самая длинная беспроигрышная серия на ЧМ — 44 матча (1995—2003)
- Наибольшее число выигранных крупных турниров (BDO / PDC) — 54
- Наибольшее число выигранных крупных турниров PDC — 50
- Наибольшее количество легов за 9 дротиков — 10
- Рекордный средний набор за игру — 118,66
- Рекордный набор за игру в финале ЧМ — 110,94
- Рекордный набор за весь турнир — 111,51
- Самая крупная победа в крупном PDC турнире: 16-1 против Роланда Шолтена (2007 World Matchplay)
- Наибольшее количество месяцев на вершине рейтинга — 57 месяцев
- Наибольшее число выигранных турниров за один год — 8 (2009)
- Наибольшее количество побед в World Darts Matchplay — 13
- Наибольшее количество побед в World Grand Prix — 10
- Наибольшее количество побед в Las-Vegas Desert Classic — 5
- Наибольшее количество побед в Премьер-лиге дартс — 6
- Наибольшее количество побед в UK Open — 4
- Наибольшее количество побед в Players Championship Finals — 2
- Чемпион Европы — 4
- Наибольшее количество призовых за год
- Наибольшее количество призовых за карьеру
- Единственный дартсмен, сыгравший два лега за 9 дротиков в одном официальном матче (Финал Премьер-лиги по дартсу 2010 против Джеймса Уэйда)

## Результаты на чемпионатах мира

### BDO
- 1990 — Победитель (победа над Эриком Бристоу 6-1)
- 1991 — Четвертьфинал (поражение от Денниса Пристли 3-4)
- 1992 — Победитель (победа над Майком Грегори 6-5)
- 1993 — Второй раунд (поражение от Кевина Спиолека 1-3)

### PDC
- 1994 — Финалист (поражение от Денниса Пристли 1-6)
- 1995 — Победитель (победа над Родом Хэррингтоном 6-2)
- 1996 — Победитель (победа над Деннисом Пристли 6-4)
- 1997 — Победитель (победа над Деннисом Пристли 6-3)
- 1998 — Победитель (победа над Деннисом Пристли 6-0)
- 1999 — Победитель (победа над Питером Манли 6-2)
- 2000 — Победитель (победа над Деннисом Пристли 7-3)
- 2001 — Победитель (победа над Джоном Партом 7-0)
- 2002 — Победитель (победа над Питером Манли 7-0)
- 2003 — Финалист (поражение от Джона Парта 6-7)
- 2004 — Победитель (победа над Кевином Пэйнтером 7-6)
- 2005 — Победитель (победа над Марком Дадбриджем 7-4)
- 2006 — Победитель (победа над Питером Манли 7-0)
- 2007 — Финалист (поражение от Раймонда ван Барневельда 6-7)
- 2008 — Четвертьфинал (поражение от Уэйна Мардла 4-5)
- 2009 — Победитель (победа над Раймондом ван Барневельдом 7-1)
- 2010 — Победитель (победа над Саймоном Уитлоком 7-3)
- 2011 — Четвертьфинал (поражение от Марка Уэбстера 2-5)
- 2012 — Второй раунд (поражение от Дейва Чизналла 1-4)
- 2013 — Победитель (победа над Майклом ван Гервеном 7-4)
- 2014 — Второй раунд (поражение от Майкл Смит 0-3)
- 2015 — Финалист (поражение от Гэри Андерсона 6-7)
- 2016 — Третий раунд (поражение от Йелле Клаасена 3-4)
- 2017 — Четвертьфинал (поражение от Раймонда ван Барневельда 3-5)
- 2018 — Финалист (поражение от Роба Кросса 2-7)

### WDSC
- 2022 — Четвертьфинал (поражение от Кевина Пэйнтера 0–3)
- 2023 — Четвертьфинал (поражение от Ричи Хоусона 1–3)
- 2024 — Первый раунд (поражение от Манфреда Билдерля 2–3)

## Леги за 9 дротиков
| Дата            | Противник              | Турнир                     | Способ                               |
| --------------- | ---------------------- | -------------------------- | ------------------------------------ |
| 1 августа 2002  | Крис Мэйсон            | World Matchplay            | 3 x T20; 3 x T20; T20, T19, D12      |
| 5 июня 2004     | Мэтт Чепман            | UK Open                    | 3 x T20; 3 x T20; T20, T19, D12      |
| 12 июня 2005    | Роланд Шолтен          | UK Open                    | 3 x T20; 3 x T20; T20, T19, D12      |
| 8 мая 2007      | Раймонд ван Барневельд | International Darts League | 3 x T20; 3 x T20; T20, T19, D12      |
| 9 июня 2007     | Уэс Ньютон             | UK Open                    | 3 x T20; 3 x T20; T20, T19, D12      |
| 6 июня 2008     | Джейми Харви           | UK Open                    | 3 x T20; 2 x T20, T19; 2 x T20, D12  |
| 24 мая 2010     | Джеймс Уэйд            | Премьер-Лига               | T20, 2 x T19; 3 x T20; T20, T17, D18 |
| 24 мая 2010     | Джеймс Уэйд            | Премьер-Лига               | 3 x T20; 3 x T20; T20, T19, D12      |
| 16 февраля 2012 | Кевин Пэйнтер          | Премьер-Лига               | 3 x T20; T20, 2 x T19; T20, T17, D18 |
| 23 июля 2014    | Майкл Смит             | World Matchplay            | 3 x T20; 2 x T20, T19; 2 x T20, D12  |
| 22 августа 2015 | Питер Райт             | Sydney Darts Masters       | 3 x T20; 3 x T20; T20, T19, D12      |